# PR-428
A Rodovia PR-428 é uma estrada planejada, ou seja, ainda não existe de fato, fazendo parte do plano viário do Estado do Paraná. Pelo plano, a obra ligaria a BR-277, na altura da localidade de São Luiz do Purunã, em Balsa Nova, com a cidade de Quitandinha, passando pela histórica cidade da Lapa e teria aproximadamente 63 km.